# Giovanna Lenzi
Pour les articles homonymes, voir Lenzi.
Giovanna Lenzi, née en 1943 à Rome (Latium), est une actrice, scénariste et réalisatrice italienne.

## Biographie
À partir de 1966, Lenzi apparaît dans de nombreux films de genre. Ensuite, elle se lie, tant sur le plan artistique que privé, au réalisateur Sergio Pastore, dans les films duquel elle apparaît exclusivement à partir de fin 1968 ; parfois sous le nom de Jeanette Len. Dès le début des années 1980, elle passe derrière la caméra ; d'abord comme scénariste des films de son mari, puis comme coréalisatrice. La qualité de son jeu d'actrice a été saluée, mais elle a souvent été affectée par la faible diffusion de ses films.

## Filmographie

### Actrice
- 1966 : Ringo e Gringo contro tutti de Sergio Corbucci
- 1966 : Des fleurs pour un espion (Le spie amano i fiori) d'Umberto Lenzi
- 1966 : Les Dieux sauvages  (La battaglia dei Mods) de Franco Montemurro
- 1966 : Una questione privata de Giorgio Trentin
- 1966 : A... come assassino de Angelo Dorigo
- 1966 : Ramon le Mexicain (Ramon il messicano) de Maurizio Pradeaux : Patty
- 1966 : Un ange pour Satan (Un angelo per Satana) de Camillo Mastrocinque
- 1966 : Beaucoup trop pour un seul homme (L'immorale) de Pietro Germi
- 1967 : Dieu pardonne... moi pas ! (Dio perdona... io no!) de Giuseppe Colizzi
- 1967 : Né pour tuer (Nato per uccidere) d'Antonio Mollica
- 1967 : Le Tigre sort sans sa mère (Da Berlino l'apocalisse) de Mario Maffei
- 1967 : Agente Sigma 3 - Missione Goldwather de Gian Paolo Callegari
- 1967 : Django le Taciturne (Bill il taciturno) de Massimo Pupillo
- 1967 : Allô, il y a une certaine Giuliana pour toi (Pronto... c'è una certa Giuliana per te) de Massimo Franciosa
- 1967 : Riderà (Cuore matto) (it) de Sergio Corbucci
- 1968 : Giorni di sangue de Lorenzo Gicca Palli
- 1968 : Homicides par vocation (L'assassino ha le mani pulite) de Vittorio Sindoni
- 1968 : Crisantemi per un branco di carogne de Sergio Pastore
- 1969 : Il diario proibito di Fanny (it) de Sergio Pastore
- 1969 : Una ragazza di Praga (it) de Sergio Pastore
- 1972 : Les Sept Châles de soie jaune (Sette scialli di seta gialla) de Sergio Pastore
- 1976 : Des vues sur la veuve (it) (Occhio alla vedova) de Sergio Pastore
- 1984 : La donna del mare (it) de Sergio Pastore
- 1985 : I mercenari raccontano... (it) de Sergio Pastore
- 1986 : Amore inquieto di Maria (it) de Sergio Pastore
- 1988 : La tempesta de Giovanna Lenzi
- 1990 : Viaggio di nozze in giallo de Michelangelo Jurlaro

### Scénariste
- 1982 : Apocalisse di un terremoto de Sergio Pastore
- 1982 : Pin il monello de Sergio Pastore
- 1984 : La donna del mare (it) de Sergio Pastore
- 1985 : I mercenari raccontano... (it) de Sergio Pastore

### Réalisatrice et scénariste
- 1987 : Delitti
- 1988 : La tempesta